# Lastarria
Lastarria är en gruva i Chile.   Den ligger i provinsen Provincia de Antofagasta och regionen Región de Antofagasta, i den norra delen av landet, 900 km norr om huvudstaden Santiago de Chile. Lastarria ligger 5 052 meter över havet.
Terrängen runt Lastarria är huvudsakligen kuperad, men den allra närmaste omgivningen är bergig. Lastarria ligger uppe på en höjd. Trakten runt Lastarria är nära nog obefolkad, med mindre än två invånare per kvadratkilometer.. Det finns inga samhällen i närheten.
Trakten runt Lastarria är ofruktbar med lite eller ingen växtlighet.